# Гейтс, Поп
Уильям «Поп» Гейтс (англ. William "Pop" Gates; 30 августа 1917, Декейтер, Алабама — 1 декабря 1999, Нью-Йорк, штат Нью-Йорк) — американский профессиональный баскетболист и тренер.
- Единственный участник всех десяти Всемирных профессиональных турниров, восьмикратный член их символических сборных, чемпион 1939 и 1943 годов
- Чемпион АБЛ (1950) в составе «Скрантон Майнерс»
- Один из первых чернокожих игроков в НБЛ в послевоенные годы
- Член Зала славы баскетбола с 1989 года

## Спортивная карьера
Родившийся в Алабаме Уильям Гейтс проживал в Нью-Йорке с трёхлетнего возраста. Во время учёбы в старшей школе им. Бенджамина Франклина, он выступал за её баскетбольную команду в школьных лигах. В 1937 и 1938 годах он включался в символическую сборную конференции, а в 1938 году выиграл со школой чемпионат Нью-Йоркской спортивной лиги публичных школ и был включён в символическую сборную города.
Почти сразу же по окончании школы Гейтс присоединился к профессиональной гастролирующей команде «Нью-Йорк Ренессанс» и уже в следующем году выиграл с ней 68 матчей подряд, включая Всемирный профессиональный баскетбольный турнир в Чикаго. В следующие годы он постоянно участвовал в розыгрышах этого турнира в составе «Ренс», а также ещё одной нью-йоркской команды «Грумман Флайерз» и «Вашингтон Беарз». В итоге он стал единственным в истории турнира игроком, который принял участие во всех десяти его розыгрышах. На восьми из десяти турниров он был включён в символическую сборную чемпионата, а на турнире 1943 года с «Вашингтон Беарз», где играли многие бывшие баскетболисты «Ренс», вторично завоевал чемпионский титул и занял второе место в голосовании по титулу самого ценного игрока (MVP).
После войны Гейтс стал одним из первых чернокожих игроков, подписавших контракт с командой Национальной баскетбольной лиги — в сезоне 1946/47 годов он выступал за «Буффало Бизонс» (по ходу сезона переименованную в «Три-Ситис Блэкхокс»). Вернувшись на следующий год в «Ренс», он принял с родной командой участие в сезоне НЛБ 1948/49 годов — первый в истории американских профессиональных баскетбольных лиг случай, когда в розыгрыше участвовал клуб, полностью укомплектованный чернокожими игроками.
Расставшись в 1949 году с «Ренс», Гейтс присоединился к команде Американской баскетбольной лиги «Скрантон Майнерс» и выиграл с ней чемпионат АБЛ в 1950 году. Он был также включён в первую символическую сборную этой лиги. Последние пять сезонов своей игровой карьеры Гейтс провёл в качестве играющего тренера в ещё одной гастролирующей команде — «Гарлем Глобтроттерс». По окончании выступлений он работал в социальной службе мэрии Нью-Йорка.

## Признание заслуг
Поп Гейтс, получивший своё прозвище за взрывную манеру игры, был одним из лучших баскетболистов своей эпохи. Он одинаково успешно обстреливал кольцо издали, играл на подборе и в защите. В 1989 году Гейтс был включен в Зал славы баскетбола, а в 1995 году — в списки «легенд» «Гарлем Глобтроттерс».